# Pierre Bernard de Foix
Pierre Bernard de Foix († 1074), est comte de Couserans de 1034 à 1074. Il est fils de Bernard-Roger, comte de Foix et de Couserans, et de Gersende, comtesse de Bigorre.

## Biographie
On ne sait pas si ce comte a réellement été comte de Foix. Selon certains, il hérite du comté de Foix à la mort de son frère Roger Ier en 1064, tandis que d’autres pensent que c’est son fils qui succède de son frère aîné. En toute logique, c'est Bernard II, comte de Bigorre et fils aîné de Bernard Roger qui aurait dû succéder à Roger Ier, mais ce dernier a peut-être fait un testament en faveur de son neveu Roger II.

## Mariages et enfants
Il épouse une Letgarde dont on ne sait rien et qui donne naissance à :
- Roger II († 1124), comte de Foix ;
- Pierre, cité en 1084.